# Storm Area 51, They Can't Stop All of Us
Storm Area 51, They Can't Stop All of Us (Invadam a Área 51, Eles Não Podem Parar Todos Nós, em tradução livre) foi um evento estadunidense do Facebook ocorrido no dia 20 de setembro de 2019 na Área 51, uma instalação secreta da Força Aérea dos Estados Unidos (USAF) dentro da Faixa de Teste e Treinamento de Nevada, para invadir o local em procura de vida extraterrestre. O evento foi criado por Matty Roberts, que confirmou que era cômico e negava a responsabilidade por qualquer vítima caso as pessoas tentassem invadir a base militar de verdade. Roberts publicou o evento em 27 de junho de 2019.  Mais de 2 milhões de pessoas responderam "indo" e 1,5 milhão "interessado" na página do evento.
A porta-voz da Força Aérea, Laura McAndrews, disse que as autoridades do governo ficaram sabendo do evento e que tentam desencorajar as pessoas de tentarem entrar em propriedades militares. A polícia de Nevada também alertou os possíveis participantes do evento contra invasões. O evento, embora puramente cômico, teve um efeito sobre empresas nos Estados Unidos, que estão criando preparativos para visitantes e produtos para aqueles que estão "indo" e outros que estão interessados.

## Antecedentes

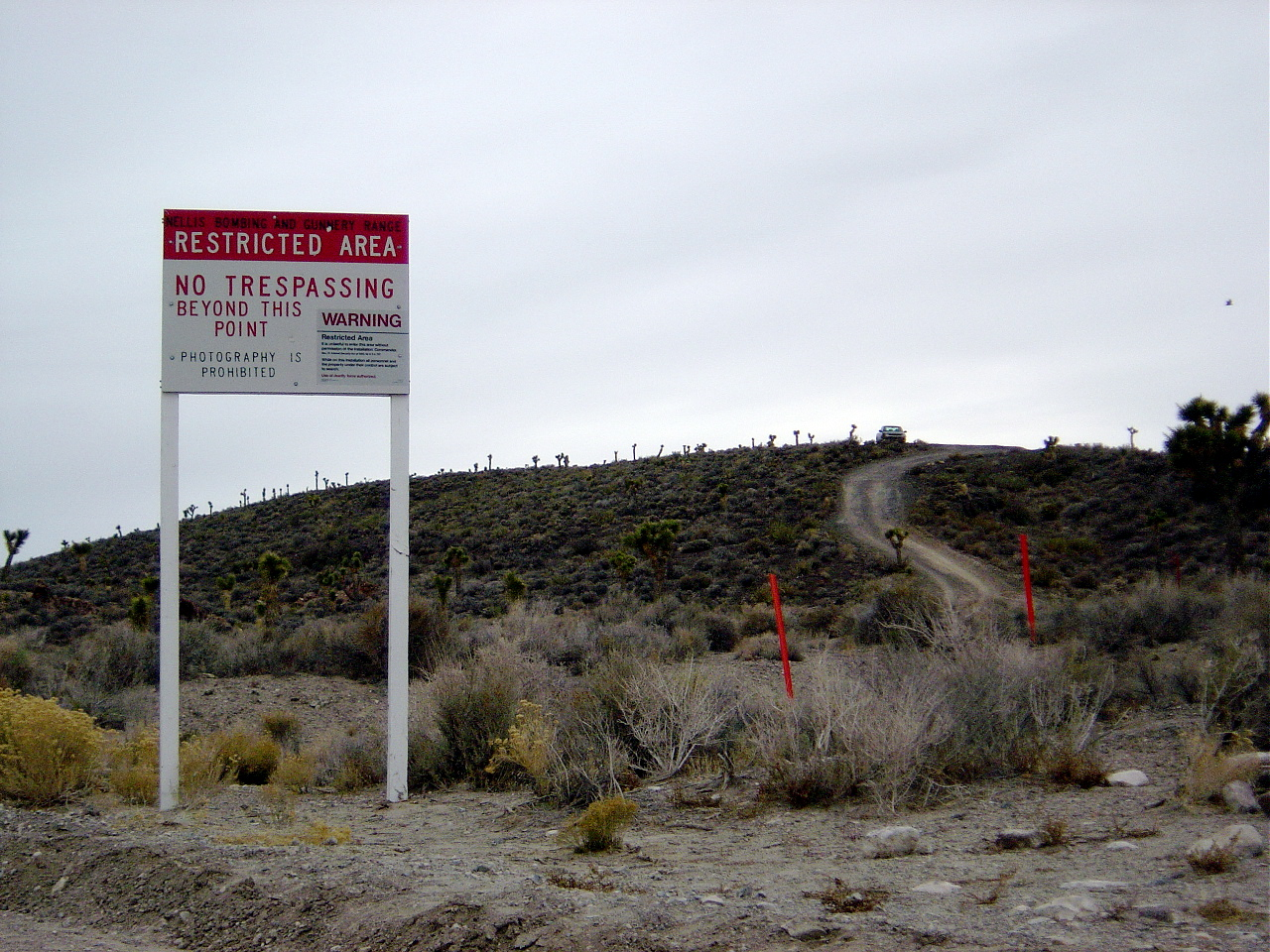
Placa de aviso perto da Área 51

A Área 51 tem sido objeto de teoria da conspiração sobre alienígenas desde a década de 1950, quando algumas pessoas relataram ter visto OVNIs no local da base, na época em que os militares começaram a pilotar aviões espiões da CIA, o Lockheed U-2, na área. A CIA desclassificou documentos relacionados à Área 51 e reconheceu sua existência em 2013. Os teóricos da conspiração acreditam que alienígenas, OVNIs ou segredos relacionados a eles estão armazenados na Área 51. Em junho de 2019, o Pentágono forneceu um resumo dos OVNIs encontrados pelos pilotos da Marinha aos membros do Congresso. O presidente dos EUA , Donald Trump, também foi informado sobre os OVNIs.
O estudante universitário Matty Roberts, o criador do evento, teve a ideia depois de assistir ao teórico da conspiração da Área 51 Bob Lazar e ao cineasta Jeremy Corbell no podcast The Joe Rogan Experience em 20 de junho de 2019. Lazar alegou ter trabalhado com naves alienígenas quando trabalhava em uma instalação subterrânea na Área 51.

## Evento no Facebook e meme na Internet
Matty Roberts criou o evento no Facebook em 27 de junho como uma piada, sem imaginar a propagação viral que o evento receberia. O evento planeja o ataque no Vale de Amargosa, das 3h às 6h PDT em 20 de setembro de 2019.  O evento do Facebook escreve: "Se corrermos igual o Naruto, podemos nos mover mais rápido do que suas balas. Vamos ver esses alienígenas", referindo-se ao estilo único de execução do personagem de anime Naruto Uzumaki e vários outros personagens, que correm com os braços esticados para trás, cabeça baixa e tronco inclinado para frente. Roberts disse que o evento teve cerca de 40 assinaturas por 3 dias na listagem do evento e depois se tornou viral. O meme possivelmente se espalhou primeiro no aplicativo TikTok, bem como no Reddit e no Instagram mais tarde. A página do Facebook para o evento está cheia de milhares de postagens satíricas discutindo a melhor maneira de invadir a Área 51.  Após a disseminação viral do meme, Roberts ficou preocupado com a possibilidade de receber uma visita do FBI em sua casa. O evento recebeu 2 milhões de assinaturas "Indo" e outras 1,5 milhão de assinaturas "Interessadas" em 22 de agosto.  Desde então, Roberts fez planos para organizar um festival de música baseado no evento conhecido como "Alienstock".
O rapper Lil Nas X lançou um videoclipe para o remix de Young Thug e Mason Ramsey de "Old Town Road" que faz referência ataque planejado.
Eventos imitadores, como planos de invadir um cofre genealógico da Igreja de Jesus Cristo dos Santos dos Últimos Dias, Loch Ness, e o Triângulo das Bermudas também foram criados. Nos Países Baixos, uma página de meme da esquerda conhecida como "Memes for the Masses" criou o evento "Storm the Education Implementation Office Headquaters" (Invadam a Sede do Escritório de Implementação da Educação, em tradução livre) como um protesto aos empréstimos estudantis.

## Resposta do governo
Em 10 de julho, falando com o The Washington Post, a porta-voz da Força Aérea Laura McAndrews disse que as autoridades estavam cientes do evento e emitiu um aviso dizendo: "A Área 51 é um campo de treinamento aberto para a Força Aérea dos EUA, e desencorajamos qualquer pessoa de tentar entrar na área onde treinamos as forças armadas americanas", acrescentando: "A Força Aérea dos EUA está sempre pronta para proteger a América e seus ativos". Um oficial de informações públicas da Base Aérea de Nellis disse ao KNPR que "qualquer tentativa de acessar ilegalmente a área é altamente desencorajada".

## Impacto

### Condado de Lincoln

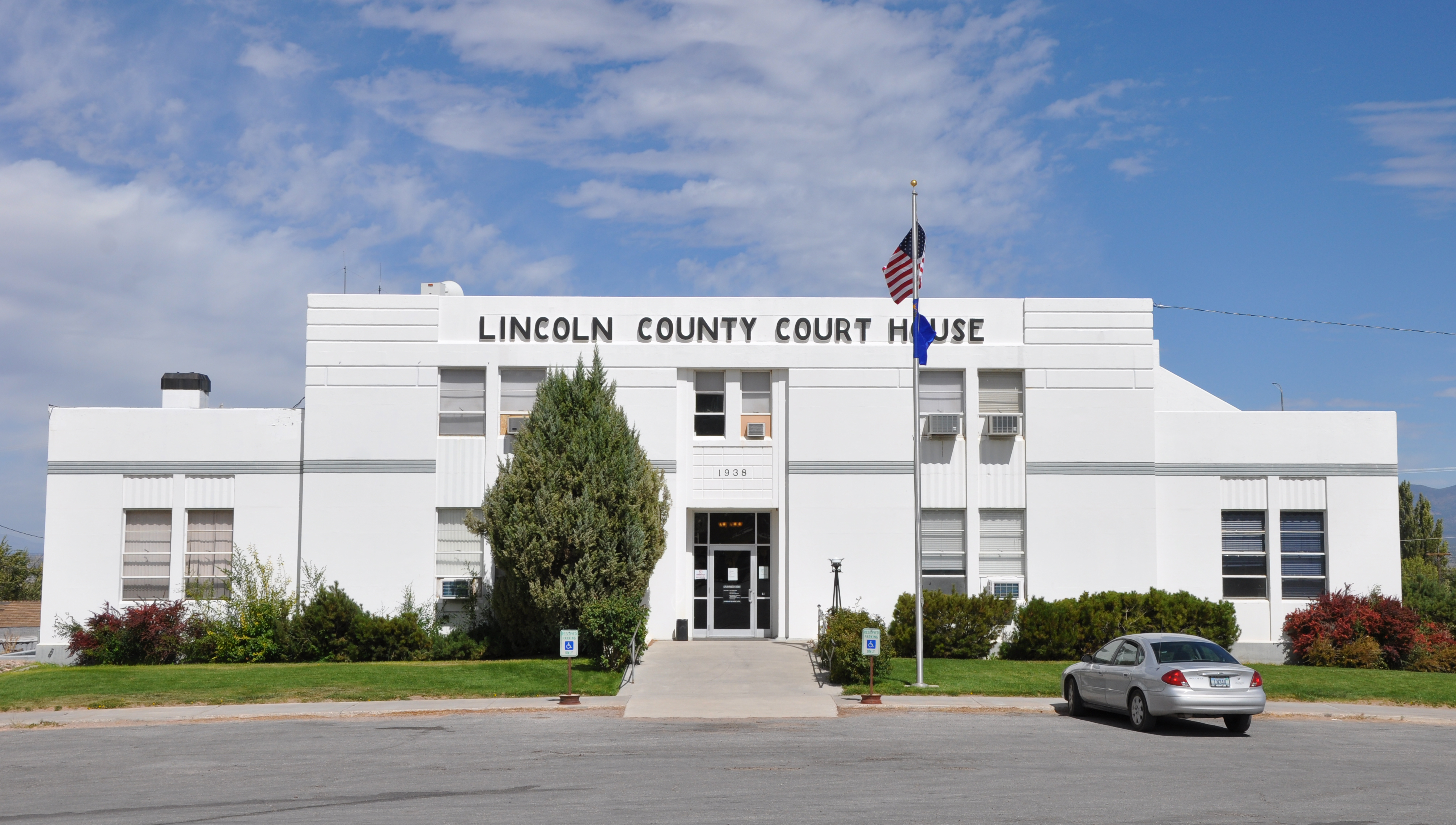
Palácio da Justiça do Condado de Lincoln, Nevada

Em agosto de 2019, as autoridades do Condado de Lincoln redigiram uma declaração de emergência e um plano para reunir recursos com os municípios vizinhos, antecipando que a região estivesse sobrecarregada por uma multidão de 40.000 pessoas. O condado tem apenas 184 quartos de hotel, e as autoridades esperam que a rede local de telefonia celular não consiga lidar com o tráfego adicional, além de expressar preocupação com a aglomeração em acampamentos, postos de gasolina e serviços médicos públicos.
A cidade de Rachel publicou uma advertência em seu site, aconselhando os participantes a serem "experientes em acampar, fazer caminhadas e sobreviver em um ambiente desértico e ter um veículo em boa forma". Eles aconselharam que a cidade provavelmente não seria capaz de fornecer comida, água ou gás suficiente aos visitantes, e esperavam que a polícia local estivesse "sobrecarregada". O site alertou que os moradores locais estariam prontos para "proteger suas propriedades", acrescentando que "ficará feio".

### Negócio
Os empresários de Rachel, uma cidade de apenas 56 pessoas nos arredores da base, fizeram os preparativos para os visitantes que desejam ir para a Área 51. Connie West, co-proprietária do restaurante e pousada Little A'Le'Inn, reservou todos os 13 quartos da pousada e planeja abrir 30 acres para camping e pode criar mercadorias para o evento.   Empresário de Las Vegas George Harris planeja contratar bandas para tocar em um festival anual chamado "The Swarm".  Matty Roberts também manifestou interesse em um festival de música a ser realizado fora da Área 51. Kosmic Kae, proprietário da loja Aliens R Us em Boulder, diz que, embora a loja esteja a 170 milhas da Área 51, os negócios aumentaram devido ao fascínio por alienígenas.
Outras empresas nos EUA têm baseado produtos e serviços neste evento. Foi lançada uma coleção de mercadorias relacionadas ao evento de varejistas on-line. Bud Light planeja lançar um rótulo promocional de cerveja com tema alienígena e prometeu uma cerveja grátis a "qualquer alienígena que consiga sair" desde que um tweet com o novo design receba 51.000 retweets. O restaurante de fast food Arby's planejou entregar comida com um menu especial para o evento.